# Michael Venus
Michael Venus (ur. 16 października 1987 w Auckland) – nowozelandzki tenisista, zwycięzca French Open 2017 w grze podwójnej, brązowy medalista igrzysk olimpijskich w Tokio (2020) w grze podwójnej, reprezentant kraju w Pucharze Davisa.

## Kariera tenisowa
Jako zawodowy tenisista Venus występuje od 2006 roku.
W grze podwójnej wygrał 25 turniejów rangi ATP Tour i przegrał 23 finały. W czerwcu 2017 roku został mistrzem French Open wspólnie z Ryanem Harrisonem, pokonując w finale 7:6(5), 6:7(4), 6:3 Santiago Gonzáleza i Donalda Younga. Venus stał się pierwszym nowozelandzkim triumfatorem Wielkiego Szlema od 1979 roku, gdy Judy Chaloner wygrała grę podwójną Australian Open 1979.
W grze mieszanej Michael Venus razem z Chan Hao-ching osiągnęli finały US Open 2017 i US Open 2019, a takzę w parze z Biancą Andreescu awansował do finału French Open 2023.
Od 2010 roku reprezentuje Nową Zelandię w Pucharze Davisa.
W 2016 roku zagrał w konkurencji gry podwójnej na igrzyskach olimpijskich w Rio de Janeiro, odpadając w 1. rundzie wspólnie z Marcusem Daniellem. Wspólnie z Daniellem zdobył brązowy medal igrzysk olimpijskich w Tokio (2020) w deblu. Mecz o udział w finale przegrali z parą Marin Čilić–Ivan Dodig, natomiast pojedynek o medal brązowy wygrali 7:6(3), 6:2 z Austinem Krajickiem i Tennysem Sandgrenem.
W rankingu gry pojedynczej Venus najwyżej był na 274. miejscu (25 lipca 2011), a w klasyfikacji gry podwójnej na 6. pozycji (29 sierpnia 2022).

### Finały w turniejach ATP Tour
| Legenda                                      |
| -------------------------------------------- |
| Wielki Szlem                                 |
| Igrzyska olimpijskie                         |
| Tennis Masters Cup / ATP Finals              |
| ATP Masters Series / ATP Tour Masters 1000   |
| ATP International Series Gold / ATP Tour 500 |
| ATP International Series / ATP Tour 250      |

#### Gra podwójna (25–23)
| Końcowy wynik | Nr  | Data                 | Turniej            | Nawierzchnia  | Partner          | Przeciwnicy                           | Wynik finału               |
| ------------- | --- | -------------------- | ------------------ | ------------- | ---------------- | ------------------------------------- | -------------------------- |
| Zwycięzca     | 1.  | 23 maja 2015         | Nicea              | Ceglana       | Mate Pavić       | Jean-Julien Rojer Horia Tecău         | 7:6(4), 2:6, 10–8          |
| Finalista     | 1.  | 26 lipca 2015        | Bogota             | Twarda        | Mate Pavić       | Édouard Roger-Vasselin Radek Štěpánek | 5:7, 3:6                   |
| Finalista     | 2.  | 25 października 2015 | Sztokholm          | Twarda (hala) | Mate Pavić       | Nicholas Monroe Jack Sock             | 5:7, 2:6                   |
| Zwycięzca     | 2.  | 16 stycznia 2016     | Auckland           | Twarda        | Mate Pavić       | Eric Butorac Scott Lipsky             | 7:5, 6:4                   |
| Zwycięzca     | 3.  | 7 lutego 2016        | Montpellier        | Twarda (hala) | Mate Pavić       | Alexander Zverev Mischa Zverev        | 7:5, 7:6(4)                |
| Zwycięzca     | 4.  | 21 lutego 2016       | Marsylia           | Twarda (hala) | Mate Pavić       | Jonatan Erlich Colin Fleming          | 6:2, 6:3                   |
| Finalista     | 3.  | 21 maja 2016         | Nicea              | Ceglana       | Mate Pavić       | Juan Sebastián Cabal Robert Farah     | 6:4, 4:6, 8–10             |
| Zwycięzca     | 5.  | 13 czerwca 2016      | ’s-Hertogenbosch   | Trawiasta     | Mate Pavić       | Dominic Inglot Raven Klaasen          | 3:6, 6:3, 11–9             |
| Finalista     | 4.  | 24 lipca 2016        | Gstaad             | Ceglana       | Mate Pavić       | Julio Peralta Horacio Zeballos        | 6:7(2), 2:6                |
| Finalista     | 5.  | 25 września 2016     | Metz               | Twarda (hala) | Mate Pavić       | Julio Peralta Horacio Zeballos        | 3:6, 6:7(4)                |
| Finalista     | 6.  | 23 października 2016 | Sztokholm          | Twarda (hala) | Mate Pavić       | Elias Ymer Mikael Ymer                | 1:6, 1:6                   |
| Finalista     | 7.  | 30 października 2016 | Bazylea            | Twarda (hala) | Robert Lindstedt | Marcel Granollers Jack Sock           | 3:6, 4:6                   |
| Zwycięzca     | 6.  | 7 maja 2017          | Estoril            | Ceglana       | Ryan Harrison    | David Marrero Tommy Robredo           | 7:5, 6:2                   |
| Zwycięzca     | 7.  | 10 czerwca 2017      | French Open, Paryż | Ceglana       | Ryan Harrison    | Santiago González Donald Young        | 7:6(5), 6:7(4), 6:3        |
| Zwycięzca     | 8.  | 25 lutego 2018       | Marsylia           | Twarda (hala) | Raven Klaasen    | Marcus Daniell Dominic Inglot         | 6:7(2), 6:3, 10–4          |
| Finalista     | 8.  | 16 czerwca 2018      | Rosmalen           | Trawiasta     | Raven Klaasen    | Dominic Inglot Franko Škugor          | 6:7(3), 5:7                |
| Finalista     | 9.  | 14 lipca 2018        | Wimbledon, Londyn  | Trawiasta     | Raven Klaasen    | Mike Bryan Jack Sock                  | 3:6, 7:6(7), 3:6, 7:5, 5:7 |
| Finalista     | 10. | 12 sierpnia 2018     | Toronto            | Twarda        | Raven Klaasen    | Henri Kontinen John Peers             | 2:6, 7:6(7), 6–10          |
| Finalista     | 11. | 7 października 2018  | Tokio              | Twarda        | Raven Klaasen    | Ben McLachlan Jan-Lennard Struff      | 4:6, 5:7                   |
| Finalista     | 12. | 12 stycznia 2019     | Auckland           | Twarda        | Raven Klaasen    | Ben McLachlan Jan-Lennard Struff      | 3:6, 4:6                   |
| Finalista     | 13. | 19 maja 2019         | Rzym               | Ceglana       | Raven Klaasen    | Juan Sebastián Cabal Robert Farah     | 1:6, 3:6                   |
| Zwycięzca     | 9.  | 23 czerwca 2019      | Halle              | Trawiasta     | Raven Klaasen    | Łukasz Kubot Marcelo Melo             | 4:6, 6:3, 10–4             |
| Zwycięzca     | 10. | 4 sierpnia 2019      | Waszyngton         | Twarda        | Raven Klaasen    | Jean-Julien Rojer Horia Tecău         | 3:6, 6:3, 10–2             |
| Finalista     | 14. | 17 listopada 2019    | Londyn             | Twarda (hala) | Raven Klaasen    | Pierre-Hugues Herbert Nicolas Mahut   | 3:6, 4:6                   |
| Zwycięzca     | 11. | 29 lutego 2020       | Dubaj              | Twarda        | John Peers       | Raven Klaasen Oliver Marach           | 6:3, 6:2                   |
| Zwycięzca     | 12. | 27 września 2020     | Hamburg            | Ceglana       | John Peers       | Ivan Dodig Mate Pavić                 | 6:3, 6:4                   |
| Zwycięzca     | 13. | 25 października 2020 | Antwerpia          | Twarda (hala) | John Peers       | Rohan Bopanna Matwé Middelkoop        | 6:3, 6:4                   |
| Zwycięzca     | 14. | 22 maja 2021         | Genewa             | Ceglana       | John Peers       | Simone Bolelli Máximo González        | 6:2, 7:5                   |
| Zwycięzca     | 15. | 18 lipca 2021        | Hamburg            | Ceglana       | Tim Pütz         | Kevin Krawietz Horia Tecău            | 6:3, 6:7(3), 10–8          |
| Finalista     | 15. | 8 sierpnia 2021      | Waszyngton         | Twarda        | Neal Skupski     | Raven Klaasen Ben McLachlan           | 6:7(4), 4:6                |
| Zwycięzca     | 16. | 7 listopada 2021     | Paryż              | Twarda (hala) | Tim Pütz         | Pierre-Hugues Herbert Nicolas Mahut   | 6:3, 6:7(4), 11–9          |
| Zwycięzca     | 17. | 26 lutego 2022       | Dubaj              | Twarda        | Tim Pütz         | Nikola Mektić Mate Pavić              | 6:3, 6:7(5), 16–14         |
| Finalista     | 16. | 12 czerwca 2022      | Stuttgart          | Trawiasta     | Tim Pütz         | Hubert Hurkacz Mate Pavić             | 6:7(3), 6:7(5)             |
| Finalista     | 17. | 19 czerwca 2022      | Halle              | Trawiasta     | Tim Pütz         | Marcel Granollers Horacio Zeballos    | 4:6, 7:6(5), 12–14         |
| Finalista     | 18. | 30 lipca 2022        | Kitzbühel          | Ceglana       | Tim Pütz         | Pedro Martínez Lorenzo Sonego         | 7:5, 4:6, 8–10             |
| Finalista     | 19. | 21 sierpnia 2022     | Cincinnati         | Twarda        | Tim Pütz         | Rajeev Ram Joe Salisbury              | 6:7(4), 6:7(5)             |
| Finalista     | 20. | 8 stycznia 2023      | Adelaide           | Twarda        | Jamie Murray     | Lloyd Glasspool Harri Heliövaara      | 3:6, 6:7(3)                |
| Zwycięzca     | 18. | 12 lutego 2023       | Dallas             | Twarda (hala) | Jamie Murray     | Nathaniel Lammons Jackson Withrow     | 1:6, 7:6(4), 10–7          |
| Zwycięzca     | 19. | 23 kwietnia 2023     | Banja Luka         | Ceglana       | Jamie Murray     | Francisco Cabral Ołeksandr Nedowiesow | 7:5, 6:2                   |
| Zwycięzca     | 20. | 27 maja 2023         | Genewa             | Ceglana       | Jamie Murray     | Marcel Granollers Horacio Zeballos    | 7:6(5), 7:6(3)             |
| Finalista     | 21. | 20 sierpnia 2023     | Cincinnati         | Twarda        | Jamie Murray     | Máximo González Andrés Molteni        | 6:3, 1:6, 9–11             |
| Zwycięzca     | 21. | 26 września 2023     | Zhuhai             | Twarda        | Jamie Murray     | Nathaniel Lammons Jackson Withrow     | 6:4, 6:4                   |
| Finalista     | 22. | 22 października 2023 | Tokio              | Twarda        | Jamie Murray     | Rinky Hijikata Max Purcell            | 4:6, 1:6                   |
| Zwycięzca     | 22. | 24 lutego 2024       | Doha               | Twarda        | Jamie Murray     | Lorenzo Musetti Lorenzo Sonego        | 7:6(0), 2:6, 10–8          |
| Zwycięzca     | 23. | 23 czerwca 2024      | Londyn (Queen’s)   | Trawiasta     | Neal Skupski     | Taylor Fritz Karen Chaczanow          | 4:6, 7:6(5), 10–8          |
| Zwycięzca     | 24. | 29 czerwca 2024      | Eastbourne         | Trawiasta     | Neal Skupski     | Matthew Ebden John Peers              | 4:6, 7:6(2), 11–9          |
| Finalista     | 23. | 27 października 2024 | Wiedeń             | Twarda (hala) | Neal Skupski     | Alexander Erler Lucas Miedler         | 6:4, 3:6, 1–10             |
| Zwycięzca     | 25. | 11 stycznia 2025     | Auckland           | Twarda        | Nikola Mektić    | Christian Harrison Rajeev Ram         | walkower                   |

#### Gra mieszana (0–3)
| Końcowy wynik | Nr | Data            | Turniej            | Nawierzchnia | Partnerka        | Przeciwnicy                        | Wynik finału   |
| ------------- | -- | --------------- | ------------------ | ------------ | ---------------- | ---------------------------------- | -------------- |
| Finalista     | 1. | 9 września 2017 | US Open, Nowy Jork | Twarda       | Chan Hao-ching   | Martina Hingis Jamie Murray        | 1:6, 6:4, 8–10 |
| Finalista     | 2. | 6 września 2019 | US Open, Nowy Jork | Twarda       | Chan Hao-ching   | Bethanie Mattek-Sands Jamie Murray | 2:6, 3:6       |
| Finalista     | 3. | 8 czerwca 2023  | French Open, Paryż | Ceglana      | Bianca Andreescu | Miyu Katō Tim Pütz                 | 6:4, 4:6, 6–10 |